# Hector Hugo
Hector Hugo (* 26. Januar 1972 in Mexiko-Stadt) ist ein mexikanischer Schauspieler, der in den Vereinigten Staaten lebt und arbeitet. Er wird auch unter dem Namen Hector Hank aufgeführt.

## Werdegang
Hector Hugo stammt aus Mexiko-Stadt und ist seit 1994 als Schauspieler aktiv, nachdem er in dem Film Innocent Obsession eine kleine Rolle als Hectorübernahm. Es folgten vor allem Auftritte in Kurzfilmen und vor allem in Gastrollen im US-Fernsehen, darunter in Ghost Whisperer – Stimmen aus dem Jenseits, Wildfire, Numbers – Die Logik des Verbrechens, Castle, Navy CIS, Marvel’s Agents of S.H.I.E.L.D., Timeless, Criminal Minds, Veep – Die Vizepräsidentin oder How to Get Away with Murder.
Neben seinen Kurzfilm- und Serienengagements tritt Hugo auch gelegentlich in Spielfilmen auf, darunter Robbers, Shifted, My Sexiest Year, The Iceman, Gallowwalkers oder in Final Draft

## Filmografie (Auswahl)
- 1994: Innocent Obsession
- 1995: Foxy Fantasies (Fernsehserie, Episode 4x04)
- 2000: Robbers
- 2001: Spyder Games (Fernsehserie, 2 Episoden)
- 2004: Action Her00? (Kurzfilm)
- 2006: Ghost Whisperer – Stimmen aus dem Jenseits (Ghost Whisperer, Fernsehserie, Episode 1x17)
- 2006: Shifted
- 2006: Social Security Guard (Kurzfilm)
- 2007: Wildfire (Fernsehserie, Episode 3x04)
- 2007: Numbers – Die Logik des Verbrechens (Numb3rs, Fernsehserie, Episode 4x01)
- 2007: My Sexiest Year
- 2008: Ylse (Fernsehserie, eine Episode)
- 2010: Notes on Lying (Kurzfilm)
- 2012: The Iceman
- 2012: Gallowwalkers
- 2012, 2016: Criminal Minds (Fernsehserie, 2 Episoden)
- 2013: Sight for Sore Eyes (Kurzfilm)
- 2014: Final Draft
- 2014: Castle (Fernsehserie, Episode 7x07)
- 2015: They Make It So Easy (Kurzfilm)
- 2015: Navy CIS (NCIS, Fernsehserie, Episode 13x01)
- 2015: Marvel’s Agents of S.H.I.E.L.D. (Fernsehserie, Episode 3x06)
- 2015: John Doe; Diary of a Serial Killer
- 2016: Timeless (Fernsehserie, 2 Episoden)
- 2016–2017: Veep – Die Vizepräsidentin (Veep, Fernsehserie, 2 Episoden)
- 2017: How to Get Away with Murder (Fernsehserie, Episode 4x04)
- 2018: Lethal Weapon (Fernsehserie, Episode 2x21)
- 2018: Arrested Development (Fernsehserie, Episode 5x04)
- 2018: The Last Ship (Fernsehserie, Episode 5x02)
- 2018–2019: Snowfall (Fernsehserie, 4 Episoden)
- 2019: Navy CIS: L.A. (Fernsehserie, Episode 10x12)
- 2021: My True Fairytale